# Phil Bloom

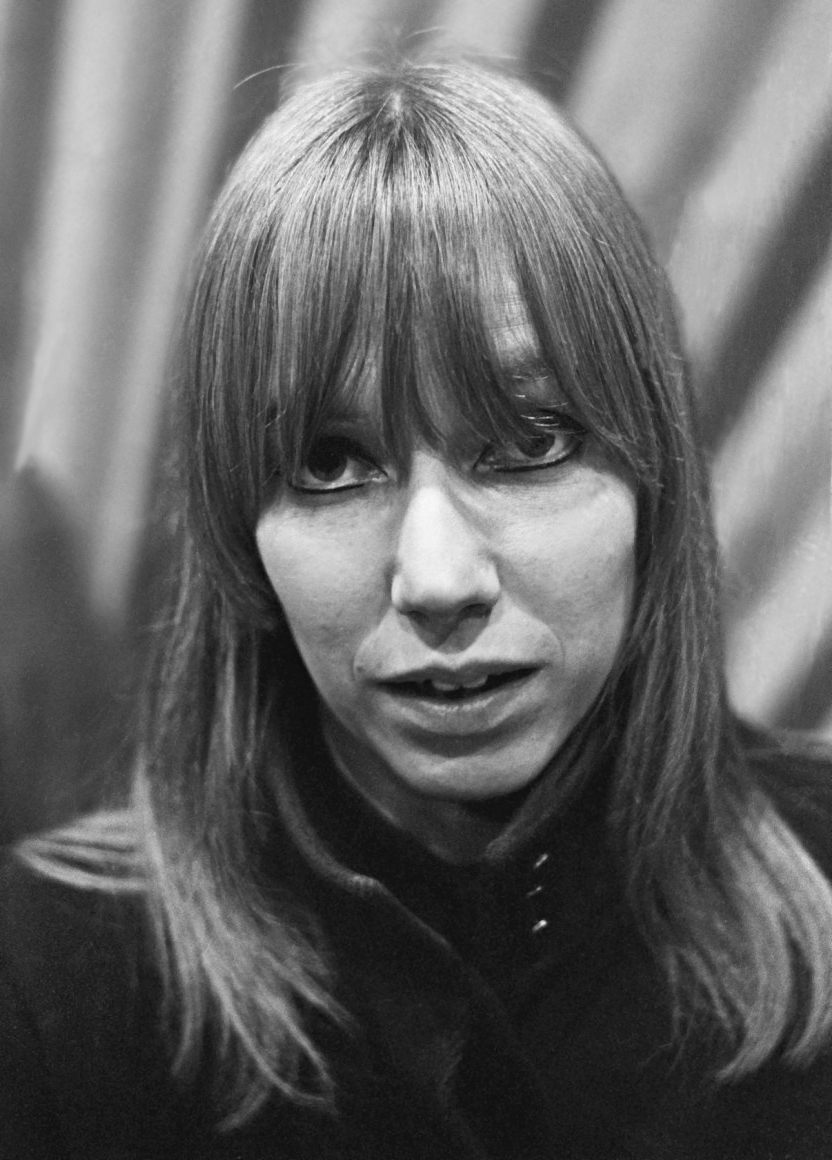
Phil Bloom (1968)

Phil Bloom (* 27. November 1945 in Berkel en Rodenrijs) ist eine niederländische Künstlerin.

## Leben

### Studium
Phil Bloom begann 1965 ein Studium an der Königlichen Akademie für Bildende Künste in Den Haag, wechselte aber nach einem Jahr an die Freie Akademie in Den Haag. Von 1967 bis 1974 studierte sie an der Gerrit Rietveld Akademie in Amsterdam. Zu Beginn ihrer Karriere erstellte sie Zeichnungen für das Studentenmagazin Propria Cures und Nachspanne für Filme. Um ihren dreißigsten Geburtstag herum zog sie für fünf Jahre nach New York und lebte danach mehrere Jahre in Indien.

### „Hoepla“
Mitte der sechziger Jahre wurde Phil Bloom in die Künstlerbewegung Fluxus aufgenommen, die zu diesem Zeitpunkt als im höchsten Maße alternativ eingeschätzt wurde. Fluxus wollte die „bürgerliche Spießigkeit“ der Gesellschaft aufbrechen und setzte Phil dafür als „Brechstange“ ein.

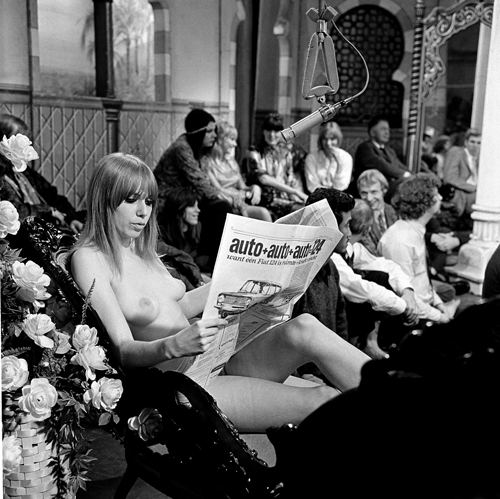
Phil Bloom in der Fernsehsendung Hoepla

Am 9. Oktober 1967 erschien die damals 21-jährige Phil Bloom nackt in der VPRO-Fernsehsendung Hoepla, was das erste Mal von völliger Nacktheit im niederländischen Fernsehen war. Der Auftritt führte zu großer Aufregung und sogar parlamentarischen Anfragen in der Zweiten Kammer. Phil Bloom wurde dadurch auch von der internationalen Presse wahrgenommen. Es war für die Zeitschrift Playboy ein Grund, in der Ausgabe vom Oktober 1968 unter dem Titel TV’s first nude ein Interview mit ihr zu veröffentlichen.
Bereits zuvor hatte sich Phil Bloom 1967 für ein Aktfoto vor dem Standbild Het Lieverdje am Spui in Amsterdam fotografieren lassen. Außerdem spielte sie 1968 nackt in dem wenig erfolgreichen Film Professor Columbus zusammen mit Jeroen Krabbé als Hippiekönig. Danach hatte sie genug von der Aufmerksamkeit um ihre Blöße in der Öffentlichkeit. Sie hat in den 1970er Jahren noch prozessiert, um einen Verleger daran zu hindern, ihre Bilder zu vermarkten.
Im April 2000 veröffentlichte die Zeitschrift Libelle ein Interview, in dem Phil Bloom über ihren Auftritt im Hoepla-Programm sagte:

„Hier in Antwerpen werde ich respektiert, und bekomme nicht den Stempel von einer Minute nackt im Fernsehen aufgedrückt. Im Grunde genommen habe ich durch diesen Vorfall nie gelitten, ich stehe immer noch dafür ein. Aber in den Niederlanden geben sie dir keine Chance, zu zeigen, nicht mehr das Mädchen von damals zu sein. Es muss endlich einmal begriffen werden, dass Zeitung lesen nicht das Einzige ist, was ich kann.“